# Zastave i grbovi austrijskih zemalja
Svaka austrijska savezna zemlja ima grb i zastavu. 
Zastave su dvobojne ili trobojne, vodoravno podijeljene u dužini u općim bojama zemaljskih grbova. Često se ističu inačice koje prikazuju i zemaljski grb, iako postoji i običaj da se ističu i inačice bez grba. Bez grbova, neke su zemaljske zastave jako slične drugim zastavama, kao što su npr. tirolska i gornjoaustrijska zastava (koje su također identične poljskoj zastavi). Često se vijore u okomitom položaju.
Popis prikazuje i grbove austrijskih zemalja.
| Savezna zemlja                          | Usvojena | Zastava bez grba | Zastava s grbom | Grb |
| --------------------------------------- | -------- | ---------------- | --------------- | --- |
| Gradišće                                | 1971.    |                  |                 |     |
| Koruška (njem. Kärnten)                 | 1946.    |                  |                 |     |
| Donja Austrija (njem. Niederösterreich) | 1954.    |                  |                 |     |
| Salzburg                                | 1921.    |                  |                 |     |
| Štajerska (njem. Steiermark)            | 1960.    |                  |                 |     |
| Tirol                                   | 1945.    |                  |                 |     |
| Gornja Austrija (njem. Oberösterreich)  | 1949.    |                  |                 |     |
| Beč (njem. Wien)                        | 1924.    |                  |                 |     |
| Vorarlberg                              |          |                  |                 |     |